# فيلافا
فيلافا هي مدينة تقع في منطقة نافارا ذاتية الحكم شمال إسبانيا.

## أعلام
- برودينسيو إندوراين
- ميغيل إندوراين
- رفاييل سانتشيث غيرا